# 장병혜
장병혜(張炳惠)는 대한민국의 교육자이며 역사학자이다. 국무총리 장택상의 딸이다.
국무총리 장택상의 셋째 딸이다. 19세 때 미국으로 유학, 조지타운 대학교에서 수학하였으며, 지도 교수였던 양각용 박사와 결혼했다.
1958년 미국 피츠버그 대학교에서 역사학 석사, 1964년 조지타운 대학교 대학원에서 아시아역사 연구로 역사학 박사학위를 받았다. 2008년 호남대학교 명예문학박사 학위를 받았다. 2006년 8월 4일 장병혜는 이승만의 양자인 이인수와 함께, 한국방송공사(KBS)의 주말드라마 《서울1945》에서 장택상의 명예를 훼손하는 등 허위사실을 유포했다며 한국방송공사를 상대로 서울중앙지방법원에 손해배상 청구 소송을 제기했으나
2007년, 1심과 2심에서 모두 무죄판결이 났다.

## 강의 활동
40여년간 미국 하와이 대학교, 시튼홀 대학교 등에서 역사학을 강의하였으며 세 자녀를 모두 하버드대, 예일대 등 명문대학에 진학시켰고, 1964년부터는‘이중언어교육’운동에 동참, 이후 30여년을 헌신해 왔다. 그의 세 자녀는 모두 양각용의 전 부인 소생 자녀들이었다. 친구의 아들인 권대규가 그녀의 제자였고 이후 권대규 그를 양아들로 두고 있다.

## 저서
- 아이는 99% 엄마의 노력으로 완성된다(2003|중앙M&B)
- 위대한 엄마의 조건(2007|중앙북스)

## 주해
- 세자녀 모두 美명문대 보낸 장병혜 박사의 가정경영 노하우, 레이디경향 2007년 12월호
- 최불암-장병혜씨 호남대서 名博, 동아일보 2008-06-06 02:53
- <세상사는 이야기>'현모양처'를 읽는 여러 가지 독법, 세계일보 2007-11-10 14:56
- <Book책갈피> 남편 존중했더니 아이가 변했어요, 중앙일보 2007-10-26 18:08
- 가정경영서 낸 在美학자 장병혜씨, 연합뉴스 2007-10-24 21:33